# Bob Bell (sport mécanique)
Pour les articles homonymes, voir Bell et Bob Bell (homonymie).
Robert Charles Bell, dit Bob Bell, né le 10 avril 1958 à Belfast en Irlande du Nord, est un ingénieur et directeur technique en Formule 1. Il a notamment été directeur technique de Renault F1 Team de 2003 à 2011 et de 2016 à 2020.

## Études
Il est titulaire d'un doctorat en ingénierie aéronautique à la Queen’s University de Belfast.

## Biographie
En 1982, il rejoint McLaren Racing comme ingénieur aérodynamicien et, en 1988, prend la tête du département recherche et développement. 
En 1997, avec Nick Wirth, il intègre Benetton Formula où il œuvre comme aérodynamicien. En 1999, il rejoint Jordan Grand Prix à la tête du département châssis, à l'invitation de Mike Gascoyne.
En 2001, il est directeur technique-adjoint chez Renault F1 Team à Enstone puis directeur technique en 2003 après le départ de Mike Gascoyne,,. En 2004 et 2005, il participe aux succès de l'écurie aux championnats du monde constructeurs et pilotes ; en 2007 et 2008, l'écurie se classe quatrième. En 2009, après la démission de Flavio Briatore et Pat Symonds, il est nommé manager principal, poste qu'il occupe également en 2010,.
Le 1er avril  2011, il devient directeur technique de Mercedes Grand Prix, poste qu’il occupe jusqu'en novembre 2014. 
En 2015, il est consultant pour Manor Marussia F1 Team.
Le 3 février 2016, il est nommé directeur technique de Renault Sport Formule One Team ; sa mission se termine en 2020. 
Dans ses fonctions de directeur technique, il a contribué à trois titres de champion du monde des constructeurs et à trois titres de champion du monde des pilotes.